# Southill (Bedfordshire)
Southill è un villaggio ed una parrocchia civile nel Bedfordshire, Inghilterra, posto a circa 8 km da Biggleswade.
La residenza principale, Southill Park, fu in passato la residenza dei Visconti Torrington, ma fu acquistata alla fine del XVIII secolo da Samuel Whitbread.
Sir John Byng è sepolto nella All Saints Church (Chiesa di Tutti i Santi).

## Storia
Southill è parte dell'antica centena di Wixamtree.
La prima menzione di un ufficio postale nel villaggio è del 1850. L'archivio nazionale degli uffici postali registra l'emissione a Southill il 6 agosto 1850 di un tipo di timbro postale noto come un cerchio privo di data. I timbri datari di gomma furono emessi nel maggio 1889 e nell'aprile 1895.
L'ufficio postale del villaggio chiuse il 14 ottobre 2008. Fu una delle circa 2500 chiusure obbligate compensatorie degli uffici postali del Regno Unito annunciate dal Governo britannico nel 2007.